# Tomanowy Przechód
Tomanowy Przechód – płytka przełęcz w Tomanowym Grzbiecie oddzielającym najwyższą część Wąwozu Kraków od Doliny Tomanowej w polskich Tatrach Zachodnich. Znajduje się w tym grzbiecie pomiędzy Kazalnicą (ok. 1680 m) a Niedźwiedziem (ok. 1660 m). Stoki północne opadają do Zadniego Kamiennego, w stokach południowych znajduje się płytki żleb opadający do Niżniej Polany Tomanowej. Czasami Tomanowy Przechód jest błędnie lokalizowany powyżej Kazalnicy, na szlaku turystycznym przez Czerwone Żlebki. Faktycznie zaś znajduje się w odległości kilkudziesięciu metrów na zachód od szlaku i około 20 m niżej.
Rejon przełęczy jest trawiasty i znajduje się w górnej granicy piętra kosodrzewiny. Teren powyżej przełączki jest trawiasto-skalisty z pojedynczymi kępami niziutkiej kosodrzewiny. Górna część obydwu stoków jest porośnięta kosodrzewiną, a stoki południowe poniżej kosodrzewiny porasta las. W okolicy Tomanowego Przechodu na powierzchni kilku arów występują skały krystaliczne, co w masywie Ciemniaka jest wyjątkiem.